# Jakob Busk
Jakob Busk Jensen (* 12. September 1993 in Kopenhagen) ist ein dänischer Fußballspieler. Der ehemalige dänischer Nachwuchsnationalspieler steht derzeit bei SønderjyskE unter Vertrag.

## Karriere

### Verein
Busk entstammt der Fußballschule des FC Kopenhagen, der 1992 aus einer Zusammenlegung der ersten Mannschaften von Kjøbenhavns Boldklub und B 1903 Kopenhagen entstand. Am 16. Mai 2013 kam er bei der 0:1-Niederlage bei Randers FC im Alter von 19 Jahren zu seinem Profidebüt in der Superligaen. Beim FCK, einem der größten dänischen Fußballvereine, konnte Busk sich nicht als Stammtorwart behaupten, aus diesem Grund wurde er schließlich in der Sommerpause 2014 ausgeliehen. Sein vorläufig neuer Klub wurde der AC Horsens, wo er bis zum Ende des Jahres spielen sollte. In Horsens, einer Stadt an der Ostküste in Jütland, behauptete sich Busk als „Nummer eins“ und obwohl der Verein ihn behalten wollte, war zum Ende des Jahres 2014 seine Zeit beim Zweitligisten wieder vorbei. Nach Kopenhagen wollte er allerdings auch nicht zurückkehren, da er aufgrund der U21-EM 2015 Spielpraxis sammeln wollte und im Januar 2015 verlieh der Klub ihn an den norwegischen Erstligisten Sandefjord Fotball. Auch wegen einer Oberschenkelverletzung kam Busk nicht immer zum Einsatz und Mitte der Saison 2015 – die Liga in Norwegen wird im Kalenderjahrmodus ausgespielt – fehlte er wegen seiner Abstellung für die U21-Europameisterschaft. Ende des Jahres 2015 war sein Aufenthalt in Norwegen wieder beendet, doch da er Stammtorwart werden wollte, kam für ihn eine abermalige Leihe oder ein endgültiger Abgang aus Kopenhagen in Frage.
Im Januar 2016 absolvierte Busk ein Probetraining beim deutschen Zweitligisten 1. FC Union Berlin, die ihn schließlich mit einem Vertrag bis 2017 ausstatteten. In Köpenick, einem Stadtteil im Osten Berlins, erkämpfte er sich einen Stammplatz und kam mit seinem Verein, der zur Winterpause den 15. Platz belegte, zum sechsten Rang. Bereits im Mai 2016 wurde der Vertrag bis Sommer 2020 verlängert. Er blieb in der Folgezeit „Nummer eins“ bei den „Eisernen“ und spielte mit Union lange Zeit um den Aufstieg in die Bundesliga mit, wobei die Unioner am 25. Spieltag Tabellenführer waren. Mit dem vierten Platz wurde schließlich der erstmalige Gang in das Oberhaus verpasst. Dabei hatte sich Busk während der Rückrunde eine Oberschenkelverletzung zugezogen und kam bis Saisonende zu keinem Spiel mehr. In der neuen Saison konnte Union Berlin nicht mehr an die vorangegangene Spielzeit anknüpfen und fand sich überwiegend im Tabellenmittelfeld wieder. Dabei belegten die Köpenicker zum Ende der Saison den achten Platz. Busk war dabei bis Ende 2017 noch Stammtorwart, fand sich in der Folgezeit allerdings hauptsächlich auf der Ersatzbank wieder, zudem verpasste er die Endphase der Saison aufgrund einer Sprunggelenksverletzung. In der Saison 2018/19 war er schließlich kein Stammtorhüter mehr und kam nicht zum Einsatz. Der 1. FC Union Berlin qualifizierte sich schließlich als Dritter für die Relegationsspiele und setzte sich schließlich dort aufgrund der Auswärtstorregel gegen den VfB Stuttgart durch (2:2/0:0), womit sie erstmals in ihrer Vereinsgeschichte in die höchste deutsche Spielklasse aufstiegen. Da Busk kein Stammkeeper war, äußerte Oliver Ruhnert, der Geschäftsführer der Unioner, sein Verständnis für einen möglichen Abgang Obwohl er Union Berlin verlassen wollte, dabei aber eine Rückkehr nach Skandinavien ausschloss, blieb er im Verein. Der Klub aus dem ehemaligen Ost-Berlin etablierte sich in der Bundesliga und qualifizierte sich 2021 für die Conference League, 2022 für die UEFA Europa League und 2023 für die „Königsklasse“. In der Zwischenzeit erfolgte die Ausdehnung des Kontraktes. Bereits im Sommer 2022 sollte Busk die deutsche Hauptstadt verlassen, doch in der Folgezeit erhielt er einen neuen Vertrag. Sein Abgang erfolgte aber im Sommer 2024.
Busk kehrte zum 1. Juli 2024 nach Dänemark zum Erstligaaufsteiger SønderjyskE zurück. Im Januar 2025 wurde er zurück nach Deutschland an die TSG 1899 Hoffenheim verliehen, da sich dort der eigentliche Stammtorhüter Oliver Baumann verletzt hatte. Während dessen Verletzungspause bekam allerdings Luca Philipp den Vorzug, weshalb für Busk die Leihe im Sommer 2025 ohne Pflichtspieleinsatz für die TSG endete.

### Nationalmannschaft
Busk war Torhüter in dänischen Nachwuchsnationalmannschaften und gehörte dem Kader in den Altersklassen U18, U19, U20 und U21 an. Mit letzterer nahm er an der Europameisterschaft 2015 in Tschechien teil und erreichte mit seiner Mannschaft das Halbfinale, in der Nachbar Schweden – sie gewannen später das Turnier – Endstation bedeutete.

## Spielstatistik
Im Folgenden sind die Karrierestatistiken von Jakob Busk in den Kategorien Spiele (S), Tore (T), Gegentore (GT) sowie Spiele ohne Gegentor (OGT) aufgeführt.
| FC Kopenhagen            | 2012–13 | Superliga (Dänemark)            | 1                          | 0                          | 1                          | 0                          | –                          | –                          | –                          | –                          | –                          | –                          | –                          | –                          | –                          | –                          | –                          | –                          | 1   | 0 | 1   | 0  |
| FC Kopenhagen            | 2013–14 | Superliga (Dänemark)            | 3                          | 0                          | 7                          | 0                          | 3                          | 0                          | 6                          | 0                          | –                          | –                          | –                          | –                          | –                          | –                          | –                          | –                          | 6   | 0 | 13  | 0  |
| AC Horsens               | 2014–15 | 1. Division (Fußball, Dänemark) | 17                         | 0                          | 22                         | 4                          | 1                          | 0                          | 7                          | 0                          | –                          | –                          | –                          | –                          | –                          | –                          | –                          | –                          | 18  | 0 | 29  | 4  |
| Sandefjord Fotball       | 2015    | Eliteserien (Fußball)           | 14                         | 0                          | 32                         | 0                          | 1                          | 0                          | 0                          | 1                          | –                          | –                          | –                          | –                          | –                          | –                          | –                          | –                          | 15  | 0 | 32  | 1  |
| 1. FC Union Berlin       | 2015–16 | 2. Bundesliga                   | 14                         | 0                          | 19                         | 6                          | –                          | –                          | –                          | –                          | –                          | –                          | –                          | –                          | –                          | –                          | –                          | –                          | 14  | 0 | 19  | 6  |
| 1. FC Union Berlin       | 2016–17 | 2. Bundesliga                   | 22                         | 0                          | 23                         | 7                          | 1                          | 0                          | 1                          | 0                          | –                          | –                          | –                          | –                          | –                          | –                          | –                          | –                          | 23  | 0 | 24  | 7  |
| 1. FC Union Berlin       | 2017–18 | 2. Bundesliga                   | 20                         | 0                          | 28                         | 5                          | –                          | –                          | –                          | –                          | –                          | –                          | –                          | –                          | –                          | –                          | –                          | –                          | 20  | 0 | 28  | 5  |
| 1. FC Union Berlin       | 2018–19 | 2. Bundesliga                   | keine Pflichtspieleinsätze | keine Pflichtspieleinsätze | keine Pflichtspieleinsätze | keine Pflichtspieleinsätze | keine Pflichtspieleinsätze | keine Pflichtspieleinsätze | keine Pflichtspieleinsätze | keine Pflichtspieleinsätze | keine Pflichtspieleinsätze | keine Pflichtspieleinsätze | keine Pflichtspieleinsätze | keine Pflichtspieleinsätze | keine Pflichtspieleinsätze | keine Pflichtspieleinsätze | keine Pflichtspieleinsätze | keine Pflichtspieleinsätze | 0   | 0 | 0   | 0  |
| 1. FC Union Berlin       | 2019–20 | Bundesliga                      | keine Pflichtspieleinsätze | keine Pflichtspieleinsätze | keine Pflichtspieleinsätze | keine Pflichtspieleinsätze | keine Pflichtspieleinsätze | keine Pflichtspieleinsätze | keine Pflichtspieleinsätze | keine Pflichtspieleinsätze | keine Pflichtspieleinsätze | keine Pflichtspieleinsätze | keine Pflichtspieleinsätze | keine Pflichtspieleinsätze | keine Pflichtspieleinsätze | keine Pflichtspieleinsätze | keine Pflichtspieleinsätze | keine Pflichtspieleinsätze | 0   | 0 | 0   | 0  |
| 1. FC Union Berlin       | 2020–21 | Bundesliga                      | keine Pflichtspieleinsätze | keine Pflichtspieleinsätze | keine Pflichtspieleinsätze | keine Pflichtspieleinsätze | keine Pflichtspieleinsätze | keine Pflichtspieleinsätze | keine Pflichtspieleinsätze | keine Pflichtspieleinsätze | keine Pflichtspieleinsätze | keine Pflichtspieleinsätze | keine Pflichtspieleinsätze | keine Pflichtspieleinsätze | keine Pflichtspieleinsätze | keine Pflichtspieleinsätze | keine Pflichtspieleinsätze | keine Pflichtspieleinsätze | 0   | 0 | 0   | 0  |
| 1. FC Union Berlin       | 2021–22 | Bundesliga                      | keine Pflichtspieleinsätze | keine Pflichtspieleinsätze | keine Pflichtspieleinsätze | keine Pflichtspieleinsätze | keine Pflichtspieleinsätze | keine Pflichtspieleinsätze | keine Pflichtspieleinsätze | keine Pflichtspieleinsätze | keine Pflichtspieleinsätze | keine Pflichtspieleinsätze | keine Pflichtspieleinsätze | keine Pflichtspieleinsätze | keine Pflichtspieleinsätze | keine Pflichtspieleinsätze | keine Pflichtspieleinsätze | keine Pflichtspieleinsätze | 0   | 0 | 0   | 0  |
| 1. FC Union Berlin       | 2022–23 | Bundesliga                      | keine Pflichtspieleinsätze | keine Pflichtspieleinsätze | keine Pflichtspieleinsätze | keine Pflichtspieleinsätze | keine Pflichtspieleinsätze | keine Pflichtspieleinsätze | keine Pflichtspieleinsätze | keine Pflichtspieleinsätze | keine Pflichtspieleinsätze | keine Pflichtspieleinsätze | keine Pflichtspieleinsätze | keine Pflichtspieleinsätze | keine Pflichtspieleinsätze | keine Pflichtspieleinsätze | keine Pflichtspieleinsätze | keine Pflichtspieleinsätze | 0   | 0 | 0   | 0  |
| 1. FC Union Berlin       | 2023–24 | Bundesliga                      | keine Pflichtspieleinsätze | keine Pflichtspieleinsätze | keine Pflichtspieleinsätze | keine Pflichtspieleinsätze | keine Pflichtspieleinsätze | keine Pflichtspieleinsätze | keine Pflichtspieleinsätze | keine Pflichtspieleinsätze | keine Pflichtspieleinsätze | keine Pflichtspieleinsätze | keine Pflichtspieleinsätze | keine Pflichtspieleinsätze | keine Pflichtspieleinsätze | keine Pflichtspieleinsätze | keine Pflichtspieleinsätze | keine Pflichtspieleinsätze | 0   | 0 | 0   | 0  |
| SønderjyskE Fodbold      | 2024–25 | 1. Division (Fußball, Dänemark) | 14                         | 0                          | 30                         | 1                          | 2                          | 0                          | 2                          | 1                          | –                          | –                          | –                          | –                          | –                          | –                          | –                          | –                          | 16  | 0 | 32  | 2  |
| TSG 1899 Hoffenheim      | 2024–25 | Bundesliga                      | keine Pflichtspieleinsätze | keine Pflichtspieleinsätze | keine Pflichtspieleinsätze | keine Pflichtspieleinsätze | keine Pflichtspieleinsätze | keine Pflichtspieleinsätze | keine Pflichtspieleinsätze | keine Pflichtspieleinsätze | keine Pflichtspieleinsätze | keine Pflichtspieleinsätze | keine Pflichtspieleinsätze | keine Pflichtspieleinsätze | keine Pflichtspieleinsätze | keine Pflichtspieleinsätze | keine Pflichtspieleinsätze | keine Pflichtspieleinsätze | 0   | 0 | 0   | 0  |
| Gesamt                   | Gesamt  | Gesamt                          | 105                        | 0                          | 162                        | 23                         | 8                          | 0                          | 16                         | 2                          | 0                          | 0                          | 0                          | 0                          | 0                          | 0                          | 0                          | 0                          | 113 | 0 | 178 | 25 |
| Quelle: Transfermarkt.de |         |                                 |                            |                            |                            |                            |                            |                            |                            |                            |                            |                            |                            |                            |                            |                            |                            |                            |     |   |     |    |